# Polypedilum surugense
Polypedilum surugense är en tvåvingeart som beskrevs av Niitsuma 1992. Polypedilum surugense ingår i släktet Polypedilum och familjen fjädermyggor. Inga underarter finns listade i Catalogue of Life.